# Agar Wynne
Agar Wynne (ur. 15 lipca 1850 w Londynie, zm. 12 maja 1934 w Streatham) – australijski polityk, w latach 1906–1914 poseł do Izby Reprezentantów, dwukrotny członek Parlamentu Wiktorii, minister poczty w gabinecie Josepha Cooka (1913–1914).

## Życiorys

### Wykształcenie i kariera zawodowa
Był dzieckiem, kiedy jego rodzina przeniosła się z Anglii do Australii. Ukończył studia prawnicze na University of Melbourne, zaś w 1874 uzyskał prawo wykonywania zawodu adwokata na terenie Wiktorii, wówczas jeszcze samodzielnej brytyjskiej kolonii. W kolejnych latach pracował jako prawnik.

### Kariera polityczna
W latach 1888–1903 zasiadał w Radzie Ustawodawczej Wiktorii. W latach 1893–1894 był ministrem poczty Wiktorii i zarazem radcą generalnym tej kolonii w rządzie premiera Jamesa Pattersona. Od 1900 do 1902 ponownie był radcą generalnym, tym razem w rządzie Alexandra Peacocka. W 1901 Wiktoria stała się jednym ze stanów nowo powstałego Związku Australijskiego. W 1906 został wybrany do parlamentu federalnego, startując w okręgu wyborczym Balaclava jako kandydat niezależny. W 1909 przystąpił do Związkowej Partii Liberalnej. W latach 1913–1914 był członkiem gabinetu federalnego jako minister poczty. W 1914 wycofał się z polityki i nie bronił swego mandatu w odbywających się w tym roku federalnych wyborach parlamentarnych.
W 1917 postanowił powrócić do życia publicznego po trzyletniej przerwie i uzyskał mandat w Zgromadzeniu Ustawodawczym Wiktorii. Jeszcze w tym samym roku wszedł w skład stanowego rządu Johna Bowsera, gdzie zajmował stanowiska radcy generalnego, prokuratora generalnego, ministra kolei, a także wiceprzewodniczącego Zarządu ds. Gruntów. W 1920 zrezygnował z ubiegania się o reelekcję. Przeszedł na polityczną emeryturę, w czasie której zakupił w wiejskiej części Wiktorii posiadłość o powierzchni prawie 3000 hektarów, na której hodował owce, a także stworzył prywatny rezerwat dla dzikich zwierząt. Zmarł w wieku 83 lat, przebywszy wcześniej kilka wylewów.